# Lauri Aus

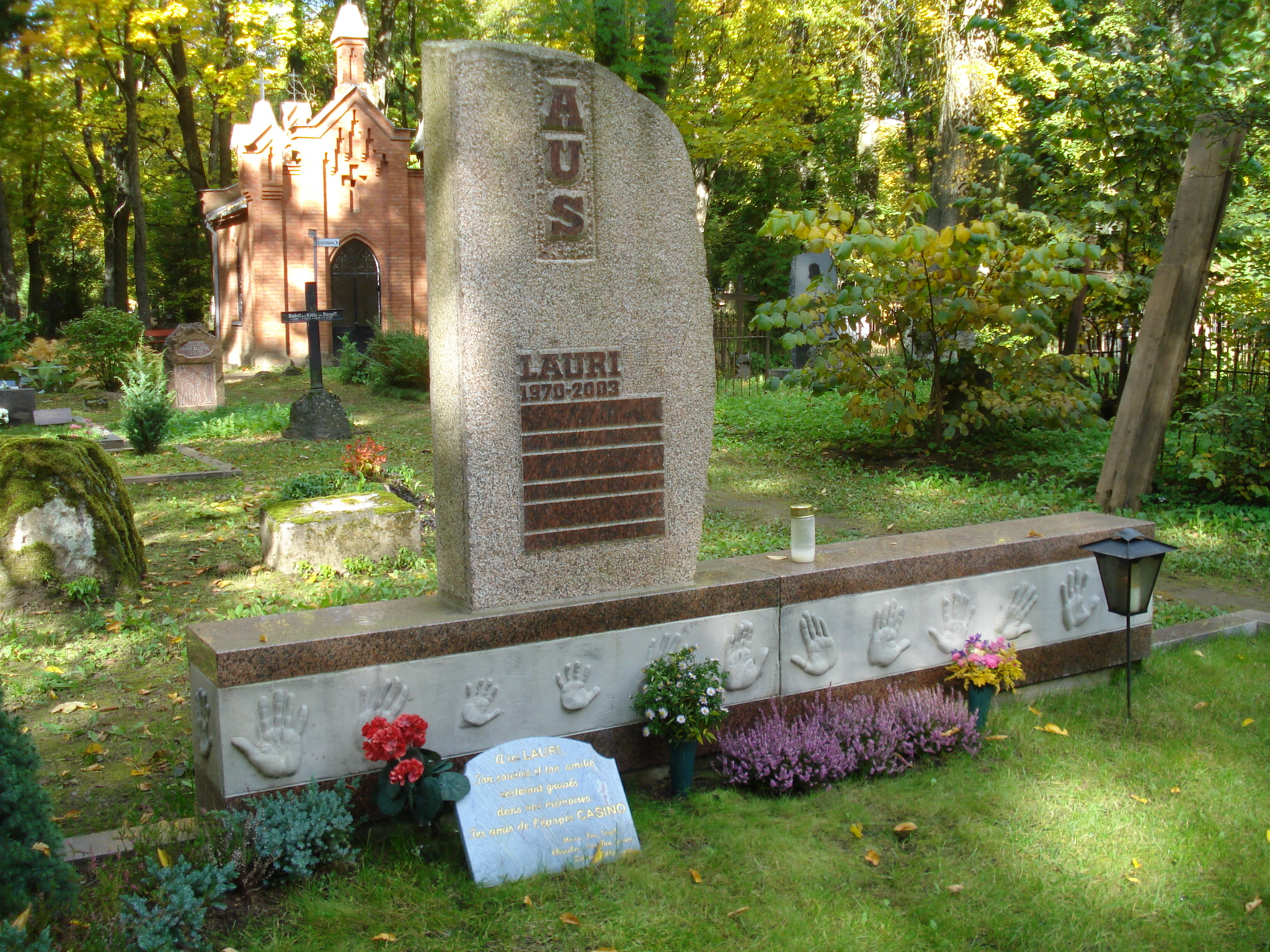
Das Grab von Lauri Aus in Tartu

Lauri Aus (* 4. November 1970 in Tartu; † 20. Juli 2003 ebenda) war ein estnischer Radrennfahrer.

## Leben
1991 und 1996 siegte er im Etappenrennen Saaremaa Velotuur. 1993 holte er einen Etappensieg im Grand Prix François Faber. Die professionelle Karriere von Lauri Aus begann 1995 bei der französischen Equipe Mutuelle de Seine-et-Marne. Nach vier Siegen 1996 wurde er im darauffolgenden Jahr neben seinem Landsmann Jaan Kirsipuu für die Mannschaft von Casino verpflichtet. Er blieb bis zu seinem Tod bei dieser Mannschaft, die 2000 in AG2R umbenannt wurde. Aufgrund seiner Sprinterqualitäten gewann er unter anderem eine Tour du Limousin (1997), eine Tour du Poitou-Charentes (1998), Classic Haribo (1998), ebenso einen Grand Prix d’Isbergues (1999). 1999 wurde er Fünfter bei Mailand–Sanremo. Im Jahr 2000 wurde er estnischer Straßenmeister.
1992, 1996 und 2000 vertrat Aus sein Heimatland bei Olympischen Sommerspielen. 1992 in Barcelona belegte er im Straßenrennen Platz fünf.
Im Juli 2003, während seine Mannschaftskollegen die Tour de France bestritten, wurde er bei einer Trainingsfahrt in seinem Heimatland zwischen Aovere und Kallaste von einem betrunkenen Autofahrer angefahren und erlag in der Folge den dabei erlittenen Verletzungen. Lauri Aus war verheiratet und Vater von zwei Kindern.